# Лунное затмение 21 декабря 2010 года
Лунное затмение 21 декабря 2010 года — полное лунное затмение, наблюдавшееся в ночь с 20 декабря на 21 декабря 2010 года. Лучше всего его было видно на территории Северной Америки, несколько хуже на территории Западной Европы и Северной Африки.

## Временные характеристики

### Северная Америка
Жители Северной Америки могли наблюдать начало лунного затмения 21 декабря в 1:33 EST (или 20 декабря в 22:33 PST). В этот момент край лимба Луны начал входить в земную тень и соответственно край Луны начал окрашиваться в темно-красные тона. В течение часа вся видимая поверхность Луны покрылась тенью Земли и в 2:41 EST (23:41 PST) началось полное лунное затмение продолжительностью в 72 минуты.

### Западная Европа и Северная Африка
Население Западной Европы и Северной Африки также имело возможность наблюдать лунное затмение. В 08:17 UTC 21 декабря видимый диск Луны начал входить в полутень Земли и через 36 минут (8:53 UTC) он начал входить в область земной тени. В течение примерно часа и восьми минут можно было наблюдать полное лунное затмение до 10:01 UTC. Далее Луна перешла в область земной полутени, в 11:05 UTC затмение закончилось.

## Расположение Луны на небе
Месяц находился в плоскости эклиптики в созвездии Ориона. Он формировал яркий треугольник на ночном небе вместе с Бетельгейзе и Альдебараном. В ходе лунного затмения более отчетливо можно было увидеть Плеяды (M45) и Туманность Орина (M42), которые плохо видны при полной Луне вследствие её высокой яркости.

## Факты
Поскольку лунное затмение пришлось в день зимнего солнцестояния, то 21 декабря стало «самым темным днем» за последние 372 года. Следующее полное лунное затмение 21 декабря можно будет наблюдать лишь в 2094 году. Это утверждение верно для гринвичского времени и для западного полушария Земли. В частности, для всех часовых поясов на территории России солнцестояние произошло на следующий день, 22 декабря.

## Галерея
| Торонто, Канада     |            |
| Сан-Пауло, Бразилия |            |
| Джэксонвилл, США    | Истон, США |